# Angelito
"Angelito", también conocido como Gu-gú, es una serie de historietas creada por el autor español Manuel Vázquez en 1964 para la Editorial Bruguera, también adaptado a dibujos animados.

## Trayectoria editorial
"Angelito" empezó a publicarse en el número 170 de Tío Vivo, revista que ya contaba con una serie de Vázquez, La familia Churumbel. También aparecieron historietas originales en El DDT (números 704 a 712), Pulgarcito, Súper Tío Vivo y Mortadelo.
A principios de los años 70, Vázquez abandonó la serie para centrarse en sus creaciones más recientes (Don Polillo, La abuelita Paz, Los cuentos del Tío Vázquez y sobre todo Anacleto, agente secreto), aunque sus historietas antiguas siguieron reeditándose en muchas cabeceras de Bruguera. También protagonizó el álbum número 54 de la Colección Olé en 1972.
En los años 80 Vázquez retomó al personaje para la revista Bichos (1986-1987) cambiando su nombre por Gú-gu,  para evitar problemas legales con la editorial Bruguera. Ya en Ediciones B, mantuvo el nuevo nombre, aunque también publicó una historieta de un personaje llamado Bip Bip, bebé interplanetario en "Súper Zipi y Zape". Es esta una versión de Angelito con aspecto extraterrestre, que viaja en un platillo volante en lugar de un capacho y tiene una pistola capaz de transformar los objetos.
Fue objeto de una recopilación en la nueva Colección Olé en 1988 y en la colección Clásicos del humor en 2009.

## Argumento
Se trataba de historietas de 2 a 4 páginas normalmente, protagonizadas por el personaje homónimo, un bebé con dos dientes y calvo que va dentro de su capacho saltando por la ciudad o el bosque. La única línea de diálogo del personaje es "¡Gú!". El aspecto físico de Angelito recuerda al del hijo adoptivo de Popeye, Cocoliso (Swee'Pea)
En sus primeras historietas Angelito era un gamberro que iba provocando el caos allá donde iba, sin embargo la censura franquista con respecto a la historieta infantil se endureció mucho en 1967, por lo que el personaje se dulcificó y ya sus únicas víctimas fueron los personajes que se comportaban de forma incívica o los maleantes que trataban de hacerle algún daño. Además, la serie se volvió más surrealista, con recursos como los paseos campestres con árboles humanizados donde Angelito encontraba todo tipo de criaturas fantásticas y el uso de lápices mágicos que hacían que los monigotes dibujados por Angelito cobraran vida.

## Estilo
Las características comentadas (ambiente fantástico, escasez de diálogo y protagonismo infantil), convierten a "Angelito" en una serie atípica dentro de la producción de Vázquez, normalmente asociado a relatos más costumbristas.
Los finales felices de sus historietas tampoco son característicos de Escuela Bruguera; no así de Vázquez, quien dos años después crearía otro personaje afortunado, Feliciano.
En esta serie, como en Azufrito (1951), Vázquez llevó a su máxima expresión su método de potenciar una acción extrema mediante la mayor sencillez de trazo posible".

## Recepción
Se realizaron aventuras del personaje desde 1964 a principios de los 70, incluyendo historietas no realizadas por Vázquez, por lo que la serie tuvo corta vida en comparación con otras de Bruguera, pero las historietas se reeditaron multitud de veces en varias cabeceras de la editorial, además de volver con el nombre de "Gú-gu". En el n.º 14 de la revista Krazy Comics, Vázquez, hablando de sus personajes de Bruguera, dijo "Los únicos que tenían algo más de libertad eran Angelito y Tío Vázquez, con ellos me podía esmerar un poco más". Ibáñez también parecía ser un admirador del personaje, ya que comentó que habría sido ideal para la animación y se impresionaba de que Vázquez "siempre encontraba ideas, con lo difícil que era encontrar ideas para el enano aquel".

## Adaptaciones a otros medios
En 1982, la productora "EQUIP", bajo la dirección de Jordi Amorós y con la intervención del propio Vázquez, realizó un cortometraje basado en el personaje con el título de Gugú. Obtuvo el primer premio de cine infantil de la Generalidad de Cataluña, aunque no tuvo continuidad.
Angelito apareció también en una escena de la película El gran Vázquez (2010). Este trabajo fue realizado por Phillip Vallentin para la empresa Espresso Animation.